# Мельцер-Щавиньский, Генрик
Ге́нрик Ме́льцер-Щави́ньский (иногда неправильно Щавинский; пол. Henryk Melcer-Szczawiński; 21 сентября 1869, Калиш — 28 апреля 1928, Варшава) — польский композитор, пианист, дирижёр и музыкальный педагог.
Окончил Варшавскую консерваторию (класс фортепиано Рудольфа Штробля и класс композиции Зыгмунта Носковского) и Варшавский университет как математик, в 1892—1894 гг. совершенствовал своё мастерство под руководством Теодора Лешетицкого в Вене. В 1895 г. в Берлине на конкурсе имени Антона Рубинштейна получил первую премию как композитор. Преподавал в консерваториях Гельсингфорса (1896), Львова (1896—1899), Лодзи (1899—1903), Вены (1903—1906), Варшавы (1918—1927, c 1922 г. директор) — его учениками в разное время были Селим Пальмгрен, Мечислав Хоршовский, Александр Тансман. В 1908—1909 гг. возглавлял Варшавский филармонический оркестр. В 1921 г. был одним из организаторов первого съезда музыкантов независимой Польши.
Среди сочинений Мельцер-Щавиньского — симфония, опера «Мария» (1904), музыка к трагедии С. Выспянского «Протесилай и Лаодамия» (1902), два фортепианных концерта, фортепианное трио, скрипичная соната и др.
Отец Ванды Мельцер, поэтессы, писательницы, публицистки.